# 奥迪Q3

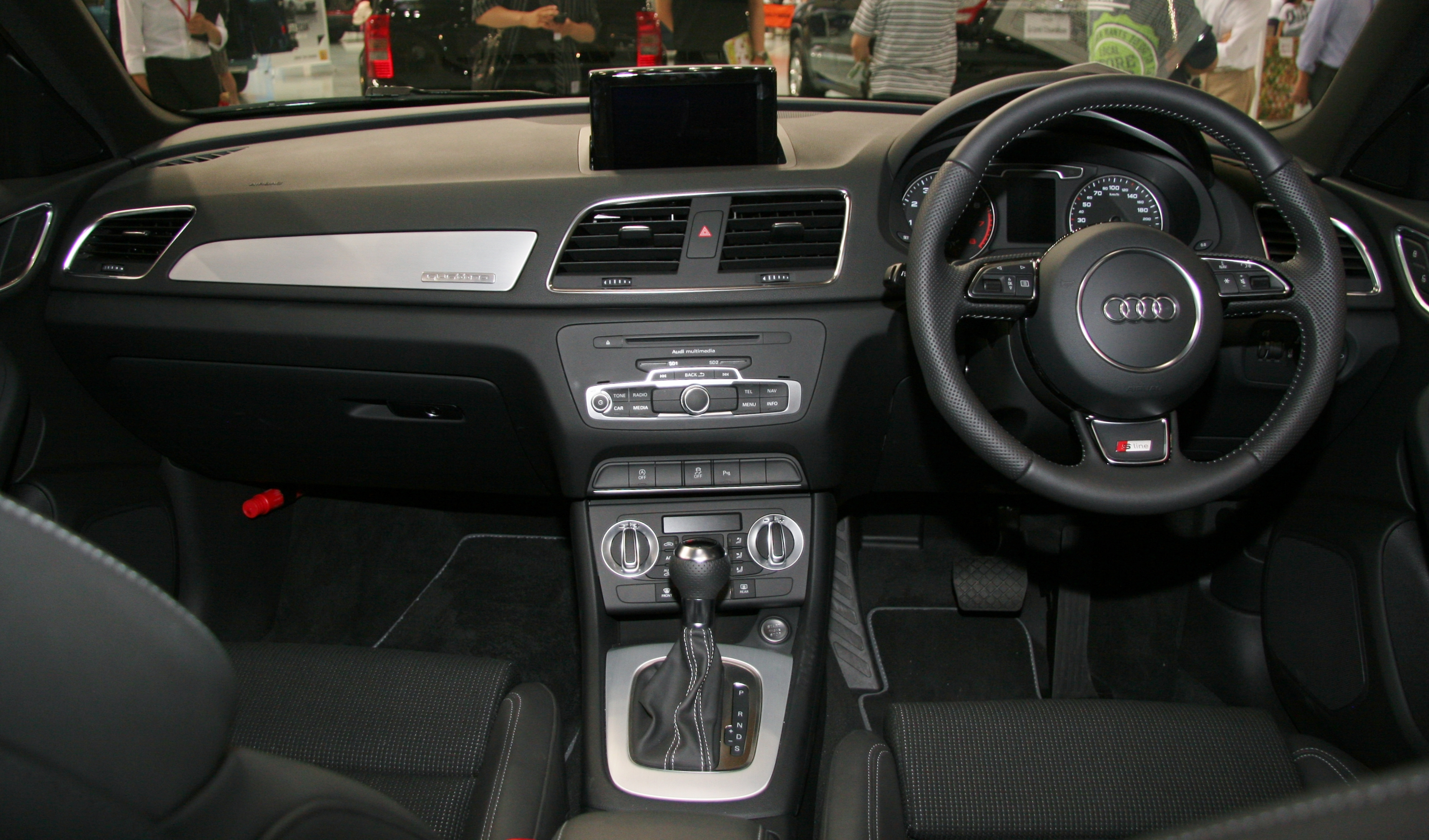
内飾

奧迪Q3（Audi Q3）是奧迪汽車製造的一款前置四驅跨界休旅車，使用大众集团MQB平台。車內空間寬敞，而且低油耗，適合日常代步。高配備有2.0T引擎，全時四驅，提供一定的越野需要。2006年完成設計，2007年其概念車在上海亮相，2011年正式在上海面世，並于同年6月上市銷售。 2012年登陸中國和印度市場。

## 外部連結
- Audi corporate website（页面存档备份，存于）